# Kenny Wollesen
Kenny Wollesen, né le 9 avril 1966, est un percussionniste de jazz américain.
Il a enregistré et tourné avec Tom Waits, Sean Lennon, Ron Sexsmith, Bill Frisell, Norah Jones, John Lurie, Myra Melford, Steven Bernstein, et John Zorn. C'est un membre fondateur du New Klezmer Trio, et un membre des groupes Sex Mob et Himalayas.
Il a grandi à Capitola (Californie), où il a étudié à l'Aptos High School et passé de nombreuses années d'adolescence à jouer avec Donny McCaslin. Il a reçu un enseignement de qualité du joueur de bugle et arrangeur Ray Brown au Cabrillo College. Il a également fait des arrangements et étudié le vibraphone à Cabrillo.
Wollesen utilise la technique de Burton lorsqu'il joue du vibraphone.